# Christian VIII.

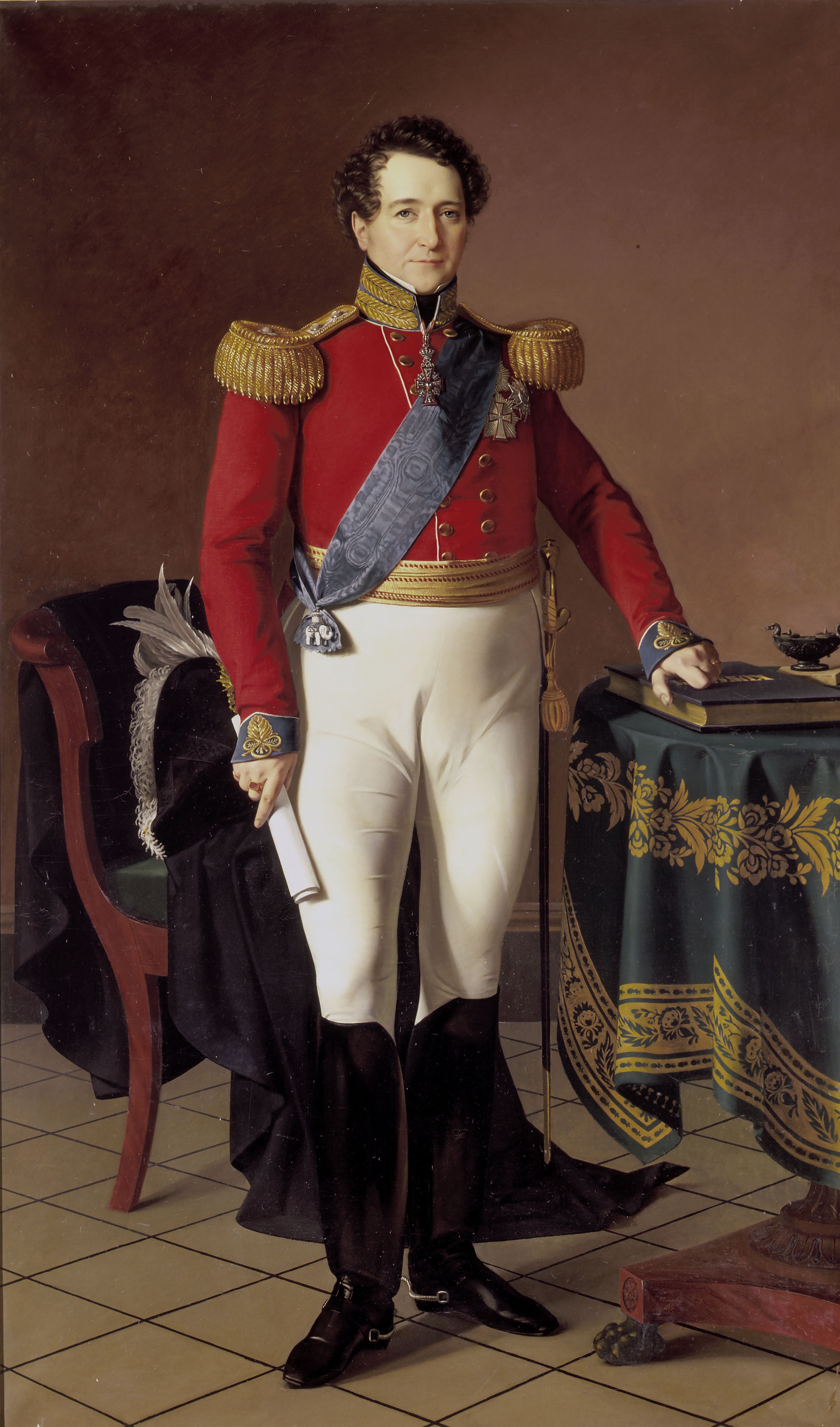
Christian VIII. Porträt von Louis Aumont, 1831.

Christian VIII. Friedrich (* 18. September 1786 in Kopenhagen; † 20. Januar 1848 auf Schloss Amalienborg in Kopenhagen) war König von Dänemark und Herzog von Schleswig, Holstein und Lauenburg von 1839 bis 1848. Zudem war er kurzzeitig 1814 König von Norwegen.

## Frühe Jahre (1786–1813)

### Herkunft und Familienhintergrund

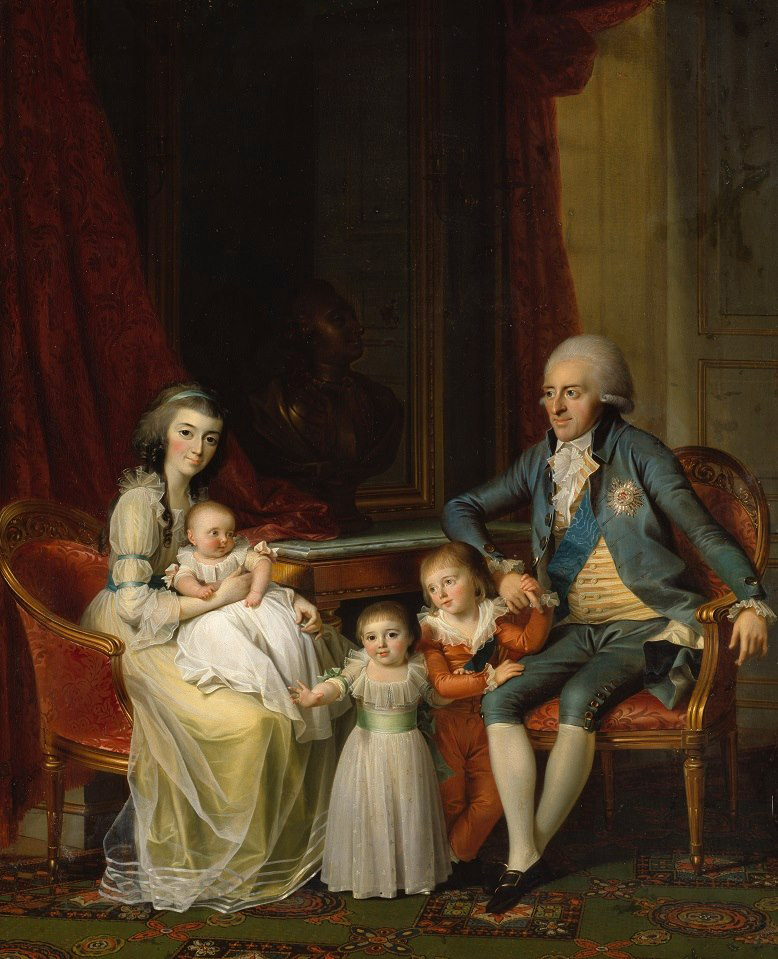
Erbprinzessin Sophie Friederike und Erbprinz Friedrich mit den ältesten Kindern. Prinz Christian Friedrich steht beim Vater. Porträt von Jens Juel, 1790.

Prinz Christian Friedrich von Dänemark und Norwegen erblickte das Licht der Welt am 18. November 1786 auf dem Schloss Christiansborg, der Hauptresidenz des dänischen Königshauses auf der Insel Slotsholmen im Zentrum von Kopenhagen. Er war offiziell der älteste Sohn und das älteste überlebende Kind von Sophie Friederike von Mecklenburg (1758–1794), Tochter des Herzogs Ludwig zu Mecklenburg, und des Erbprinzen Friedrich von Dänemark, Sohn des Königs Friedrich V. aus dessen zweiter Ehe mit Juliane von Braunschweig-Wolfenbüttel. In den ersten zehn Ehejahren vor seiner Geburt hatte seine Mutter drei Töchter geboren, die alle tot zur Welt gekommen waren. In den folgenden sechs Jahren wurde drei jüngere Geschwister, Juliane Sophia, Louise Charlotte und Friedrich Ferdinand, geboren.
In der Familie war es jedoch ein offenes Geheimnis, dass Friedrich von Blücher (1760–1806), der Adjutant und Hofchef des Erbprinzen und Bruder von Conrad Daniel von Blücher-Altona, der wahrscheinliche biologische Vater von Christian Friedrich und seinen drei jüngeren Geschwistern war. In einem Brief des Kronprinzen Friedrich an seinen Schwager, den Herzog von Augustenburg, von 1805 erwähnt er das Wohlwollen des Erbprinzen seinem Hofchef gegenüber und schreibt weiter: „... mein Onkel schätzt den Schöpfer der vier, sehr liebenswerten Prinzen und Prinzessinnen zu sehr, um ihn wegschicken zu wollen“.
Als Christian Friedrich geboren wurde, war sein Onkel Christian VII. König von Dänemark-Norwegen. Aufgrund einer psychischen Erkrankung war er jedoch nicht in der Lage zu regieren. Erbprinz Friedrich hatte daher nach Struensees Sturz 1772 gemeinsam mit seiner Mutter, der Königin-Witwe Juliane Marie und ihrem Berater, Minister Ove Høegh-Guldberg, die Regentschaft für seinen Halbbruder geführt, bis der Sohn des Königs, der junge Kronprinz Friedrich, sie 1784 bei einer Palastrevolution entmachtet hatte. Der eigentliche Herrscher war also der Cousin des neugeborenen Prinzen, und in der Kindheit von Prinz Christian Friedrich hatte seine Familie ein angespanntes Verhältnis zu Kronprinz Friedrich und seiner Familie aufgrund der Machtkämpfe um den König. Allmählich normalisierte sich aber das Verhältnis zwischen den beiden Zweigen der königlichen Familie.

### Erziehung und Jugend
Seine frühen Lebensjahre verbrachte Prinz Christian Friedrich mit seinen Geschwistern im Barockschloss Christiansborg. Als Sommerresidenz der Familie kaufte Erbprinz Friedrich 1789 das kleinere und elegante Lustschloss Schloss Sorgenfri am Ufer des kleinen Flusses Mølleåen in Kongens Lyngby nördlich von Kopenhagen. Beim Brand von Schloss Christiansborg im Februar 1794 verlor die Familie ihr Zuhause in Kopenhagen und zog ins Palais Levetzau, heute auch das Palais Christian VIII. genannt, ein Stadtpalais im Rokoko-Stil, das einen Teil der Schlossanlage Amalienborg im Kopenhagener Stadtteil Frederiksstaden bildet. Im November 1794, als Prinz Christian Friedrich acht Jahre alt war, starb seine Mutter, die sich in einem schlechten Gesundheitszustand befand, auf Schloss Sorgenfri im Alter von nur 36 Jahren.
Christian Friedrich wurde nach Richtlinien von dem 1784 aus der Regierung verdrängten Minister Ove Høegh-Guldberg konservativ erzogen. Seine Erziehung war geprägt von einer gründlichen und breiten Ausbildung, in der er mit Künstlern und Wissenschaftlern zusammentraf, die mit dem Hof seines Vaters verbunden waren. Er hat die Talente seiner hochbegabten Mutter geerbt, und schon früh wurde seine Liebe zur Naturwissenschaft und zur Kunst, die ihm sein Leben lang folgen wurde, geweckt. Seine Liebenswürdigkeit und sein hübsches Aussehen sollen ihn in Kopenhagen sehr beliebt gemacht haben.
Am 22. Mai 1803 wurde er in der Schlosskirche Frederiksberg zusammen mit seinen Schwestern Louise Charlotte und Juliane Sophie konfirmiert. Eineinhalb Jahre später, am 7. Dezember 1805, starb sein Vater Erbprinz Friedrich im Alter von nur 52 Jahren und der neunzehnjährige Prinz Christian Friedrich trat seinen Platz als Nummer zwei in der Nachfolge an und übernahm die beiden Residenzen Palais Levetzau und Schloss Sorgenfri. Als auch König Christian VII. am 13. März 1808 starb, wurde Kronprinz Friedrich als Friedrich VI. zum König Dänemarks und Norwegens. Da der neue König noch ohne männliche Nachkommen war, wurde Christian Friedrich dabei präsumtiver Thronfolger.
1809 wurde er Präsident der Königlichen Akademie der schönen Künste in Kopenhagen.

### Erste Ehe mit Charlotte Friederike zu Mecklenburg

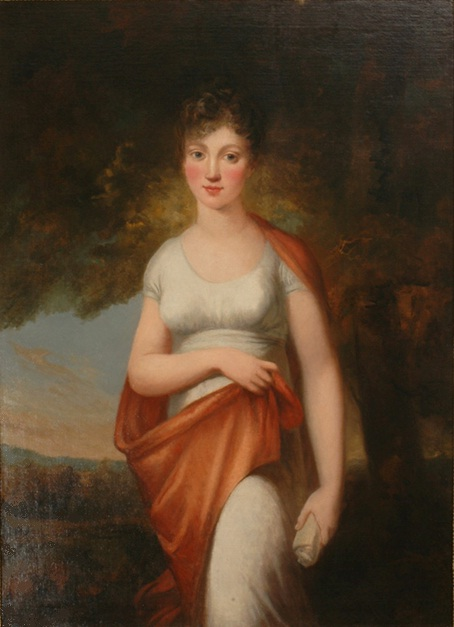
Charlotte Friederike zu Mecklenburg. Porträt von Carl Frederik von Breda, um 1806

Bei einem Besuch bei der Familie seiner Mutter in Mecklenburg hielt er sich am Hof seines Onkels in Schwerin auf. Dort verliebte er sich in seine Cousine Charlotte Friederike von Mecklenburg-Schwerin. Sie war die jüngste Tochter seines Onkels, des Herzogs Friedrich Franz I. zu Mecklenburg, und dessen Frau Luise von Sachsen-Gotha-Altenburg. Die Hochzeit fand am 21. Juni 1806 in Ludwigslust in Mecklenburg statt.
Das Ehepaar ließ sich zunächst abseits vom Hof auf Schloss Plön im Herzogtum Holstein nieder. Hier gebar Charlotte Friederike am 8. April 1807 ihr erstes Kind, einen Sohn Christian Friedrich, der jedoch noch am Tag der Entbindung starb. Ab 1808 lebte das Paar in Kopenhagen, wo sie in Palais Levetzau einzogen. Hier brachte Charlotte Friederike am 6. Oktober 1808 das einzige überlebende Kind des Paares zur Welt, ihren Sohn Friedrich Carl Christian, den späteren König Friedrich VII.
Die Ehe wurde jedoch unglücklich. Charlotte Friederike wurde in ihrer Jugend als sehr schön beschrieben, galt aber auch als launisch, witzig, frivol und verschwenderisch, Eigenschaften, die später bei ihrem Sohn Friedrich VII. wiederkehren sollten, und konnte sich nicht an das steife Hofzeremoniell gewöhnen. 1809 wurde Prinzessin Charlotte Friederike vom Hof verbannt wegen einer Affäre mit ihrem Gesangslehrer, dem Komponisten, Geiger und Hofmusiker Jean Baptiste Édouard Du Puy. Die Ehe wurde daher am 31. März 1810 nach nur vier Jahren geschieden.
Charlotte Friederike wurde zunächst nach Altona im Herzogtum Holstein verbannt, später lebte sie in einem Schloss bei Horsens in Jütland. Ihren Sohn durfte sie nicht wiedersehen. 1829 verließ sie Dänemark und zog unter dem Inkognito „Frau von Gothen“ erst nach Karlsbad und von dort 1830 nach Vicenza im Königreich Lombardo-Venetien, wo sie zum Katholizismus konvertierte. Sie ließ sich Anfang 1833 in Rom nieder, wo sie 1840 nach langer Krankheit starb. Die Erinnerung an diese Ehe soll Christian VIII. Zeit seines Lebens gequält haben.

## König von Norwegen (1814)

### Statthalter in Norwegen
1811 unterstützte der Prinz den Wunsch der Norweger nach einer eigenen Universität in Christiania gegen Friedrich VI. mit dem Erfolg, dass 1813 die Universität Oslo gegründet werden konnte. Als Christian Friedrich 1813 Statthalter in Norwegen wurde, erfreute der sich dort deshalb großer Beliebtheit. Man nannte ihn Tvende Rigers Haab (Hoffnung zweier Länder).

### König von Norwegen
Am 14. Januar 1814 musste der Dänische Gesamtstaat durch den Kieler Frieden das Königreich Norwegen an Schweden abtreten. Die neue Personalunion sollte einerseits das Expansionsinteresse des schwedischen Kronprinzen Karl Johann – vor der Adoption als Jean-Baptiste Bernadotte französischer Marschall – erfüllen. Andererseits wollte Großbritannien das mit Napoleon I. verbündete Dänemark nachhaltig schwächen.
Christian Friedrich weigerte sich, die Verzichtserklärung seines königlichen Vetters auf Norwegen anzuerkennen, sondern versuchte, mit Hilfe des norwegischen Volkes ein souveränes Königreich Norwegen zu errichten, wobei die Norweger ihn nicht als absolutistischen König anerkennen wollten, sondern sich auf ihr Königswahlrecht beriefen und eine liberale Verfassung mit konstitutioneller Monarchie forderten. Christian Friedrich wurde am 25. Februar 1814 in Trondheim zum Regenten proklamiert, während die Volksvertreter eine verfassungsgebende Versammlung wählten, die die Verfassung von Eidsvoll erarbeitete. Auf dem Reichstag von Eidsvoll, an dem am 17. Mai 1814 die neue Verfassung verabschiedet wurde, wurde Christian Friedrich zum Erbkönig von Norwegen gewählt und legte zwei Tage später seinen Eid auf die Verfassung vor dem konstituierten Storting ab.
Kronprinz Karl Johann von Schweden setzte jedoch eine Armee gegen Christian Friedrich in Marsch und die britische Flotte führte eine Blockade gegen Norwegen durch. Christian Friedrich musste am 14. August 1814 den Waffenstillstand von Moss, der den Schwedisch-Norwegischen Krieg beendete, unterzeichnen und am 10. Oktober dieses Jahres als König von Norwegen abdanken. Die Krone fiel an Karl XIII. von Schweden.

## Dänischer Prinz und präsumtiver Thronfolger (1815–1839)

### Zweite Ehe mit Caroline Amalie von Augustenburg

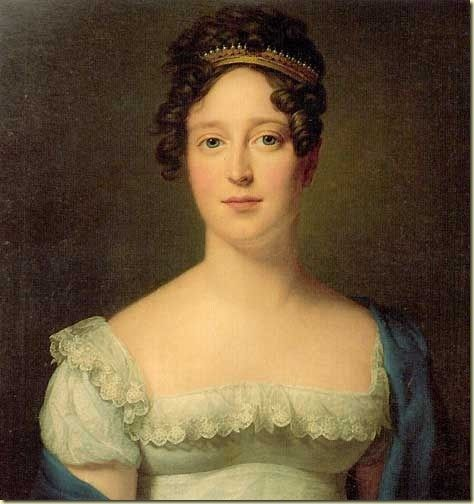
Caroline Amalie von Augustenburg, 1816.

Nach seiner Rückkehr aus Norwegen unternahm Christian Friedrich einen Versuch zur Versöhnung mit seiner ersten Frau, verlobte sich dann aber im Dezember 1814 mit seiner Cousine Caroline Amalie von Schleswig-Holstein-Sonderburg-Augustenburg, der Tochter des im selben Jahr verstorbenen Herzogs Friedrich Christian II. von Schleswig-Holstein-Sonderburg-Augustenburg und der Schwester des dänischen Königs Louise Auguste von Dänemark. Sein Schwiegervater hatte aufgrund seiner Ehe für sich und seine Nachkommen Anspruch auf den dänischen Thron erhoben. Die Hochzeit wurde am 22. Juni 1815 in Schloss Augustenburg auf der Insel Alsen im Herzogtum Schleswig gefeiert. Diese zweite Ehe blieb kinderlos.

### Leben als Thronfolger

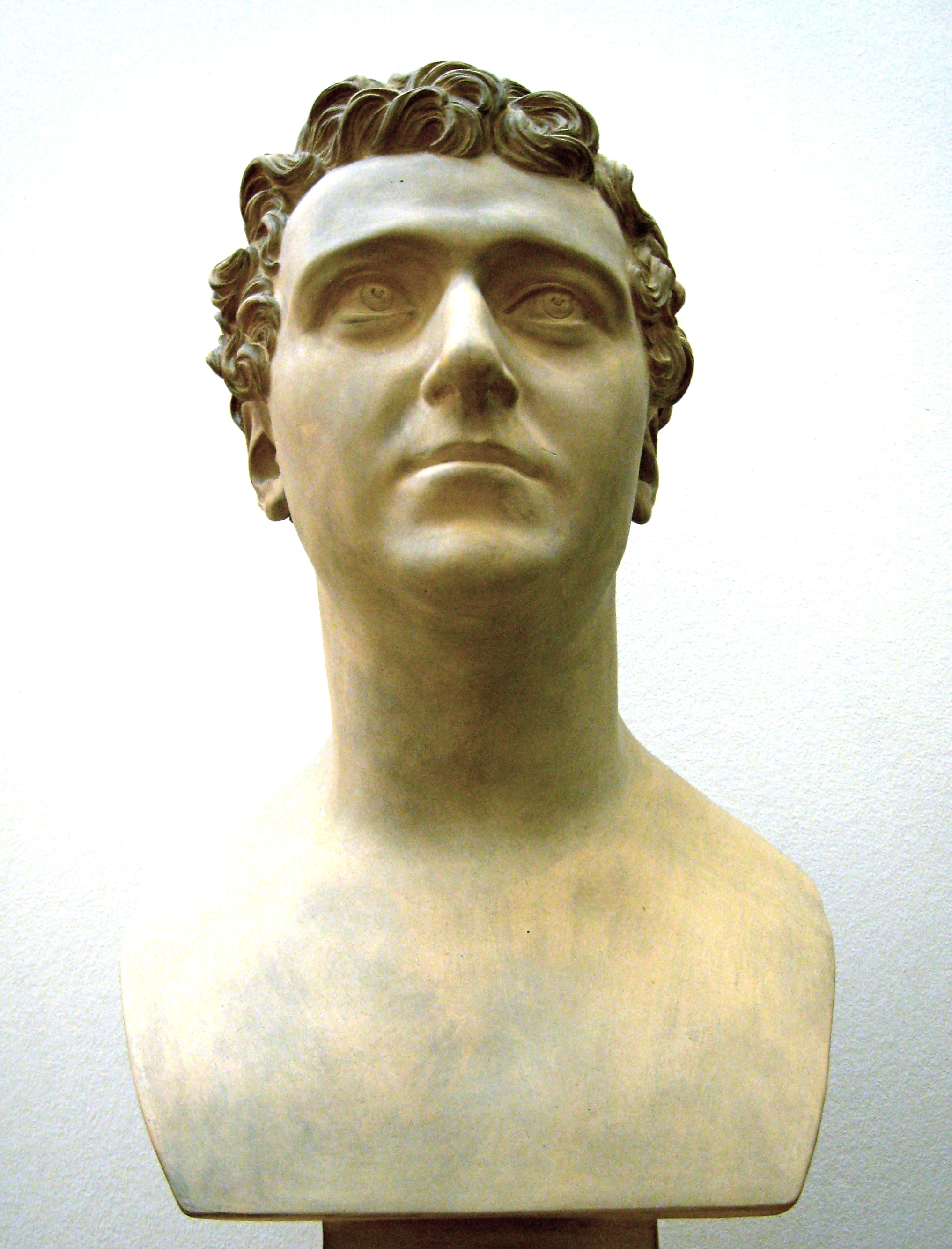
Prinz Christian Friedrich. Büste von Bertel Thorvaldsen, 1821.

Im selben Jahr wurde Christian Friedrich Statthalter von Fünen, blieb aber ohne politischen Einfluss. „Seine für einen Oldenburger ungewöhnlich reichen Gaben“ konnte er nicht einsetzen. Er konnte sich hingegen in dieser Zeit der Kunst und den Wissenschaften widmen, namentlich der Mineralogie und der Geologie. Zwischen 1818 und 1822 unternahmen er und Caroline Amalie ausgedehnte Reisen durch Europa. Sie betätigten sich als Förderer der Wissenschaften und als Kunstmäzene, unter anderem für den Bildhauer Bertel Thorvaldsen, den sie in Rom besuchten und den Christian Friedrich beauftragte, den Bildschmuck für die beim Bombardement Kopenhagens 1807 niedergebrannte und ab 1817 neuerbaute Frauenkirche in Kopenhagen herzustellen, darunter die berühmte Christusfigur.
Christian Friedrichs demokratische Tendenzen brachten ihm das Misstrauen der Regierung ein. Erst 1831 berief ihn sein Cousin, König Friedrich VI., in den Staatsrat. Doch obwohl die Liberalen aufgrund der modernen norwegischen Verfassung große Hoffnungen auf Christian Friedrich setzten, hatte dieser sich 1838 bei einem Gespräch mit Metternich in Österreich dafür ausgesprochen, nicht von der Ständeverfassung abzugehen, um die Ruhe im Reich nicht zu gefährden.
Als 1832 der dänischgesinnte Jurist Christian Paulsen Om Hertugdømmet Slesvigs Folkepræg og Statsret (auf Deutsch erschienen unter dem Titel Ueber Volksthümlichkeit und Staatsrecht des Herzogthums Schleswig nebst Blicken auf den ganzen dänischen Staat) veröffentlichte und darin neben der Forderung nach Modernisierung der absoluten Monarchie im Gesamtstaat auch die enge Verbindung des Herzogtums Schleswig mit dem Königreich Dänemark betonte, schloss sich der Kronprinz, wenn auch zurückhaltend, dessen Forderung nach Dänisch als Rechtssprache in ganz Nordschleswig an. Deshalb ruhte auch die Hoffnung der Dänischnationalen auf ihm.

## König von Dänemark (1839–1848)

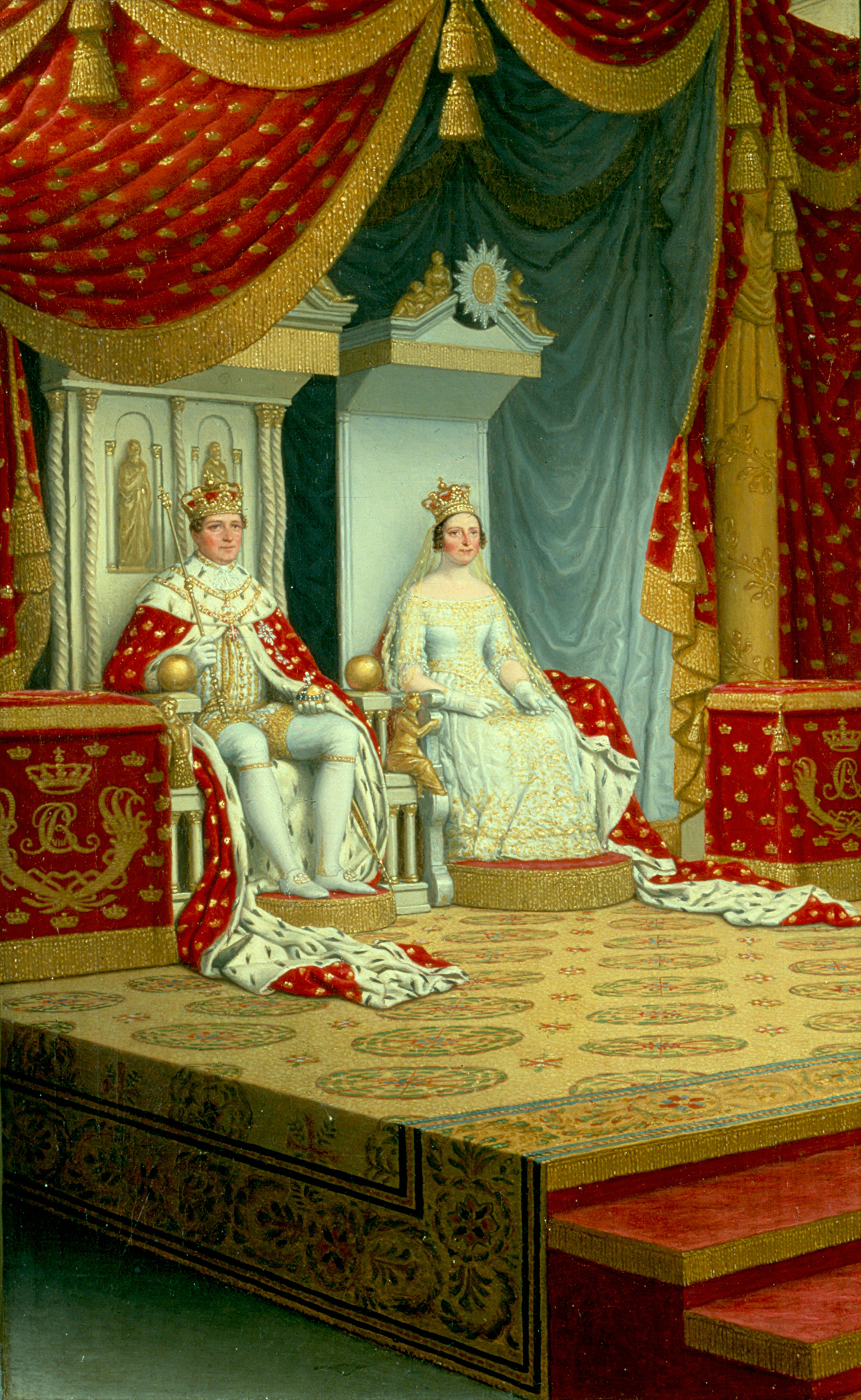
Krönungsporträt von Christoffer Wilhelm Eckersberg, 1840
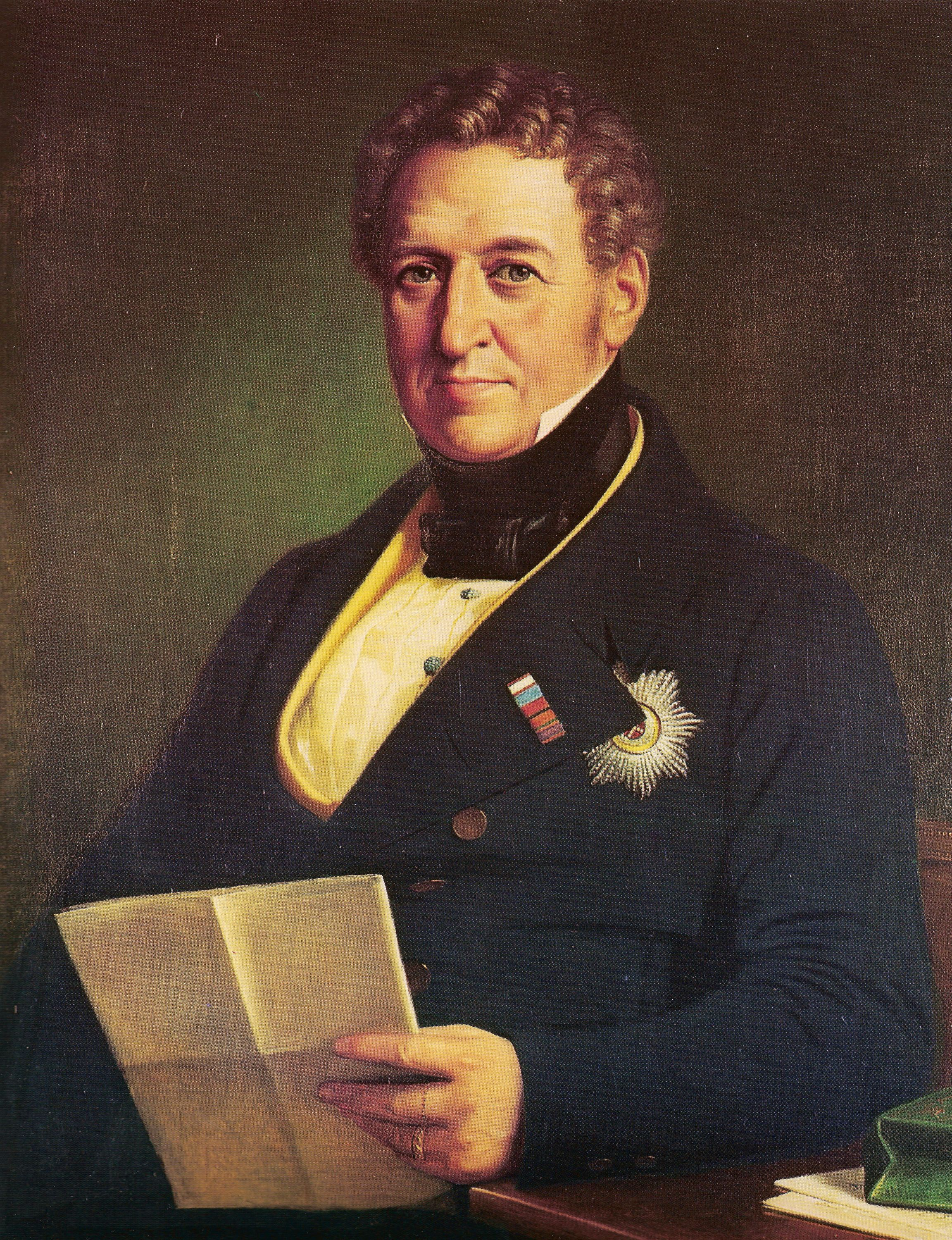
König Christian VIII. Porträt von Wilhelm Marstrand, 1843
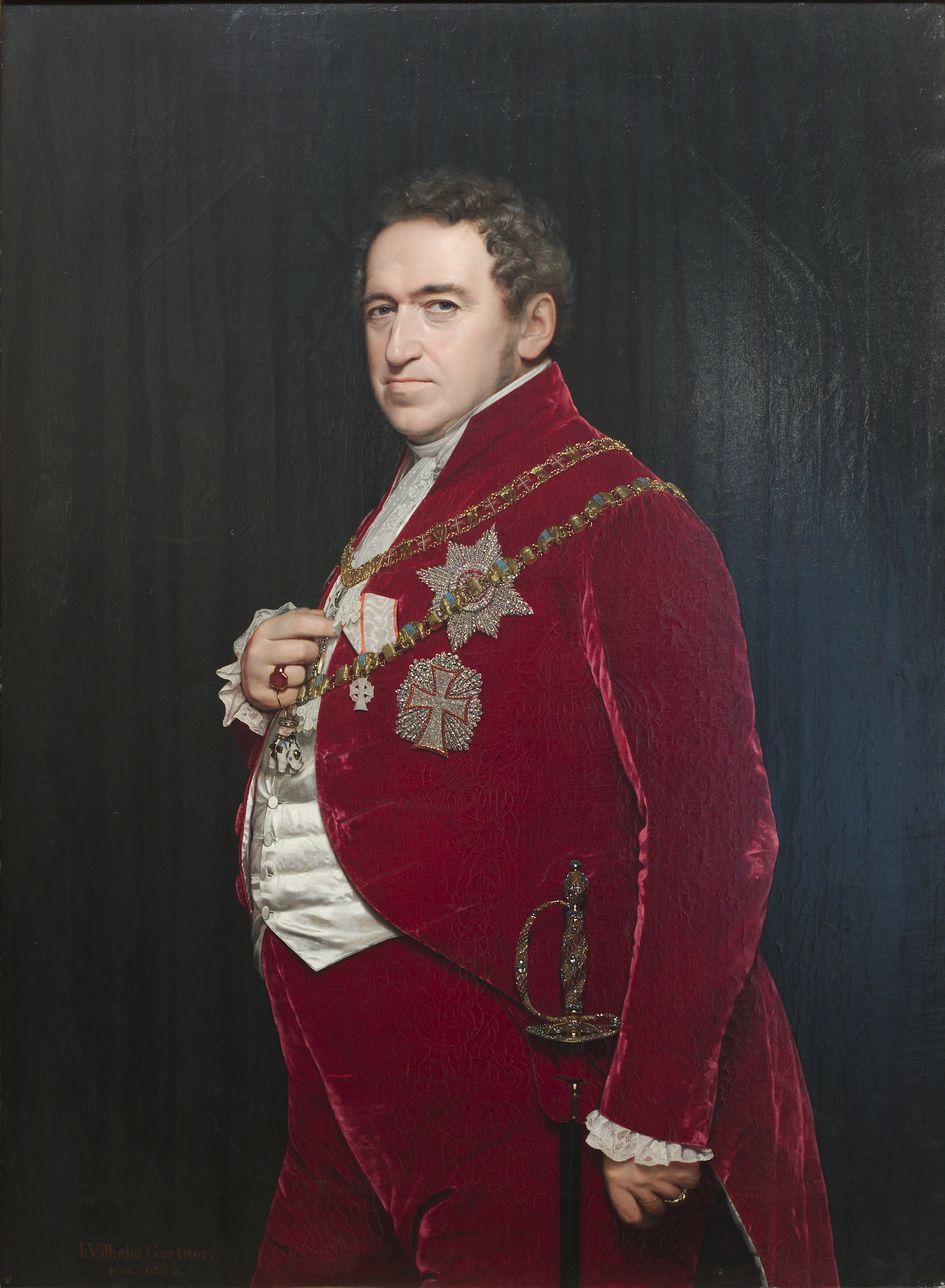
König Christian VIII. Porträt von Johan Vilhelm Gertner, 1845
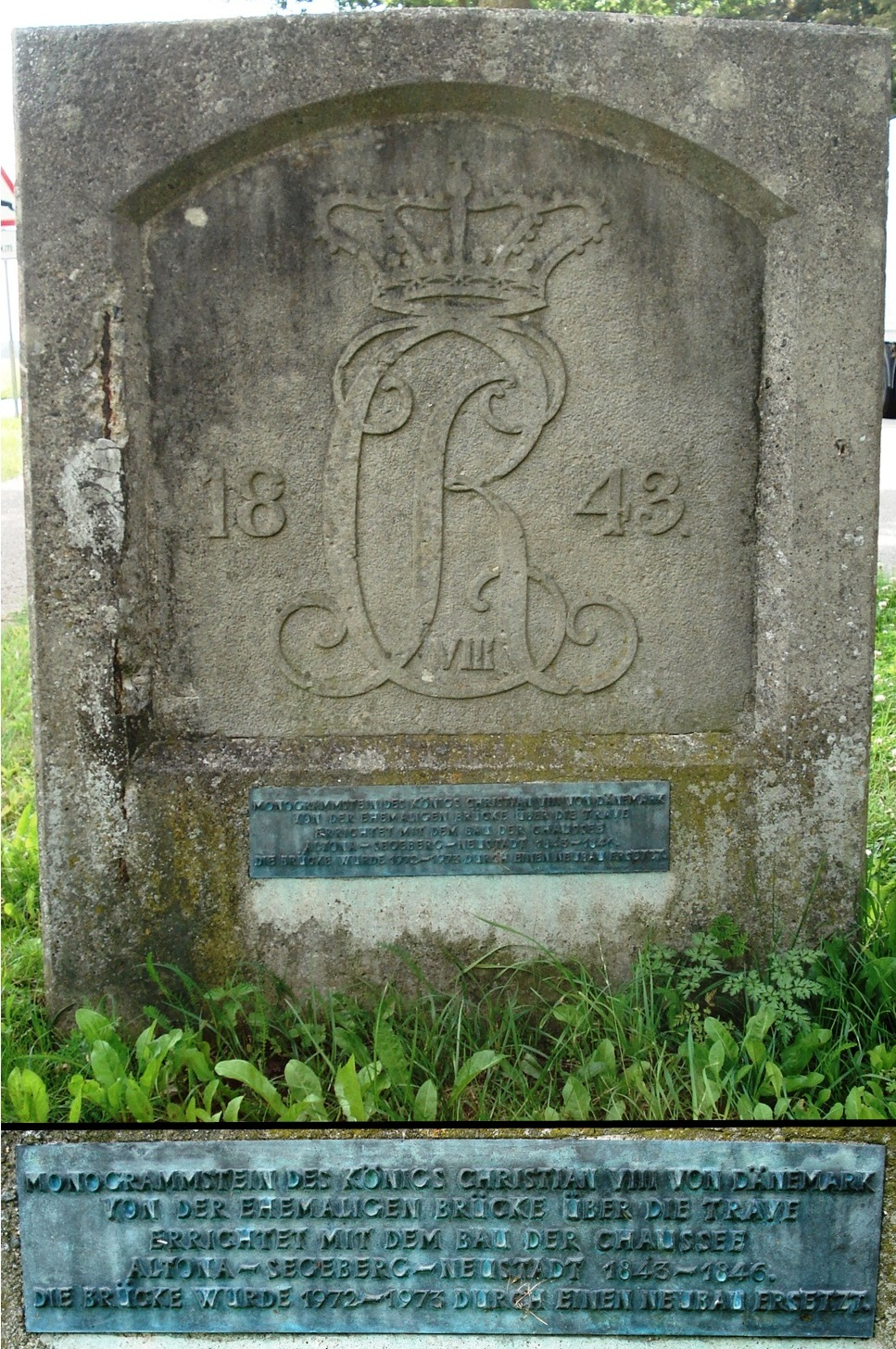
Monogrammstein König Christian VIII. (ehemals an einer Brücke im Verlauf der Altona-Neustädter Chaussee angebracht)

### Regierungsantritt
Nachdem Friedrich VI. am 3. Dezember 1839 ohne männliche Nachkommen gestorben war, wurde Christian Friedrich am 28. Juni 1840 als Christian VIII. zum König von Dänemark gekrönt. Die liberalen Kräfte setzten große Hoffnungen auf ihn, die sich jedoch nur teilweise erfüllten. So erhielt Kopenhagen 1840 eine neue Stadtverfassung, es wurde eine Kommunalreform durchgeführt, die zur Grundlage für die lokale Selbstverwaltung wurde, und Dänisch zur Rechts- und Verwaltungssprache in Nordschleswig bestimmt. In Island wurde 1844 das Althing (Parlament) wiederbelebt und 1843 der freie Handel eingeführt.
Das größte Problem seiner Regierungszeit war, dass der dänische Gesamtstaat durch nationalistische Spannungen zwischen Dänen und Deutschen Gefahr lief auseinanderzubrechen. Christian VIII., obwohl klug und aufgeklärt, reagierte darauf von Anfang an planlos und unentschlossen. Seine Personalpolitik war von dem Wunsch geprägt, allen gerecht zu werden. Sein wichtigster Berater blieb Johan Gunder Adler, der seit 1814 sein Kabinettssekretär war. Er behielt alle Minister seines Vorgängers. Als Statthalter der Herzogtümer setzte er traditionsgemäß seinen Schwager Friedrich von Schleswig-Holstein-Sonderburg-Augustenburg, einen erklärten Gegner der dänischen Sprache, ein. Gegenüber Orla Lehmann und seinen Anhängern, die mit Verweis auf die norwegische Verfassung um eine neue liberale Verfassung für Dänemark baten, verwies er auf die alte Ständeverfassung, denn er fürchtete, dass jede Änderung zugunsten der nationalen Kräfte das Gleichgewicht des Gesamtstaats gefährden würde. Auch in der Sprachenfrage war er um Ausgleich bemüht: Als 1838 der Antrag auf dänische Amtssprache in dänischsprachigen Gebieten des Herzogtums Schleswig von der Schleswigschen Ständeversammlung mit knapper Mehrheit angenommen wurde, erließ er 1840 zwar ein Gesetz, das Dänisch als Rechts- und Verwaltungssprache in Nordschleswig einführte, wobei jedoch in gemischtsprachigen Gebieten beide Sprachen in allen offiziellen Bereichen gleichberechtigt nebeneinander stehen sollten. In den höheren Schulen in Nordschleswig sollte Dänisch statt Deutsch unterrichtet werden. Gegen letzteres protestierten deutschsprachige Familien in Nordschleswig, die eine tägliche Deutschstunde forderten, was auch gewährt wurde. Die durch die Sprachenfrage gefährdete Einheit der Herzogtümer konnte so noch eine Weile aufrechterhalten bleiben, während Nationalisten von beiden Seiten zunehmend unzufrieden waren.

### Erbfrage
Christian VIII. hatte einen einzigen Sohn, der schon zweimal geschieden und kinderlos verblieben war. Von diesem waren keine Nachkommen zu erwarten, die das Erbe antreten könnten. Das dänische Königsgesetz von 1665 bestimmte, dass auch die weibliche Linie erbberechtigt war. In diesem Fall hätte die Erbfolge über Christians Nichte Louise von Hessen funktioniert. Sie war die Tochter seiner Schwester Louise Charlotte von Dänemark.
Christian versuchte nun, diese Regelung auch für die Herzogtümer durchzusetzen, denn eine unterschiedliche Erbfolge hätte die Personalunion zwischen Dänemark und den Herzogtümern beendet. Die Ständeversammlungen in Schleswig und Holstein favorisierten dagegen den Schwager Christians VIII., Herzog Christian August von Schleswig-Holstein-Sonderburg-Augustenburg. Christian August war ein Sohn von Louise Auguste, der Schwester von Friedrich VI. Vor allem entstammte Christian August selbst aus einer älteren Linie des Hauses Oldenburg. So wäre er im Herzogtum Holstein nachfolgeberechtigt gewesen, und zwar nach der Regelung, die im Deutschen Bund galt. Christian August hatte bereits 1837 anonym eine Schrift mit dem Titel Die Erbfolge in Schleswig-Holstein veröffentlicht, in der er die Geltung des Holsteiner Erbrechts für ganz Schleswig-Holstein und damit seine eigenen Ansprüche mit dem Vertrag von Ripen (Up ewig ungedeelt) begründete.
Nach dem offenen Brief des Königs vom 8. Juli 1846, in dem er das dänische Königsgesetz auch für Schleswig und Lauenburg für gültig erklärte, traten die Ständeversammlungen aus Protest zurück. Auch der Statthalter der Herzogtümer und der Chef der Schleswig-Holsteinischen Kanzlei, Joseph von Reventlow-Criminil, legten ihre Ämter nieder. Das Herzogtum Schleswig bat um Aufnahme in den Deutschen Bund. Eine Lösung zur Erbfolge brachte erst das Londoner Protokoll von 1850/52. Dieser internationale Vertrag folgte dem dänischen Recht und bekräftigte die Ansprüche von Christian von Schleswig-Holstein-Sonderburg-Glücksburg wegen dessen Ehefrau Louise von Hessen, der Nichte Christians VIII. Dies brachte Christian als Christian IX. auf den Thron, der damit an das Haus Schleswig-Holstein-Sonderburg-Glücksburg kam.

### Verfassung
Erst kurz vor seinem Tod beauftragte Christian VIII. im Dezember 1847 den königlicher Kommissarius bei der Provinzialständeversammlung in Roskilde und Viborg Peter Georg Bang mit dem Entwurf einer neuen Verfassung für den Gesamtstaat, mit der die absolute Monarchie abgeschafft werden sollte. Er starb jedoch, bevor der Entwurf dem Staatsrat vorgelegt werden konnte. Die Fortsetzung seiner Politik durch seinen Sohn und Nachfolger Friedrich VII. führte in Dänemark zur unblutigen Märzrevolution 1848, da bei nationalistischen Dänen die Sorge vor einer Vormachtstellung der Deutschen im Gesamtstaat wuchs, und zum dreijährigen Schleswig-Holsteinischen Krieg, weil die deutschgesinnten Schleswig-Holsteiner befürchteten, dass die eiderdänische Bewegung die Einverleibung Schleswigs in das Königreich und damit eine Trennung der Herzogtümer durchsetzen könnte.

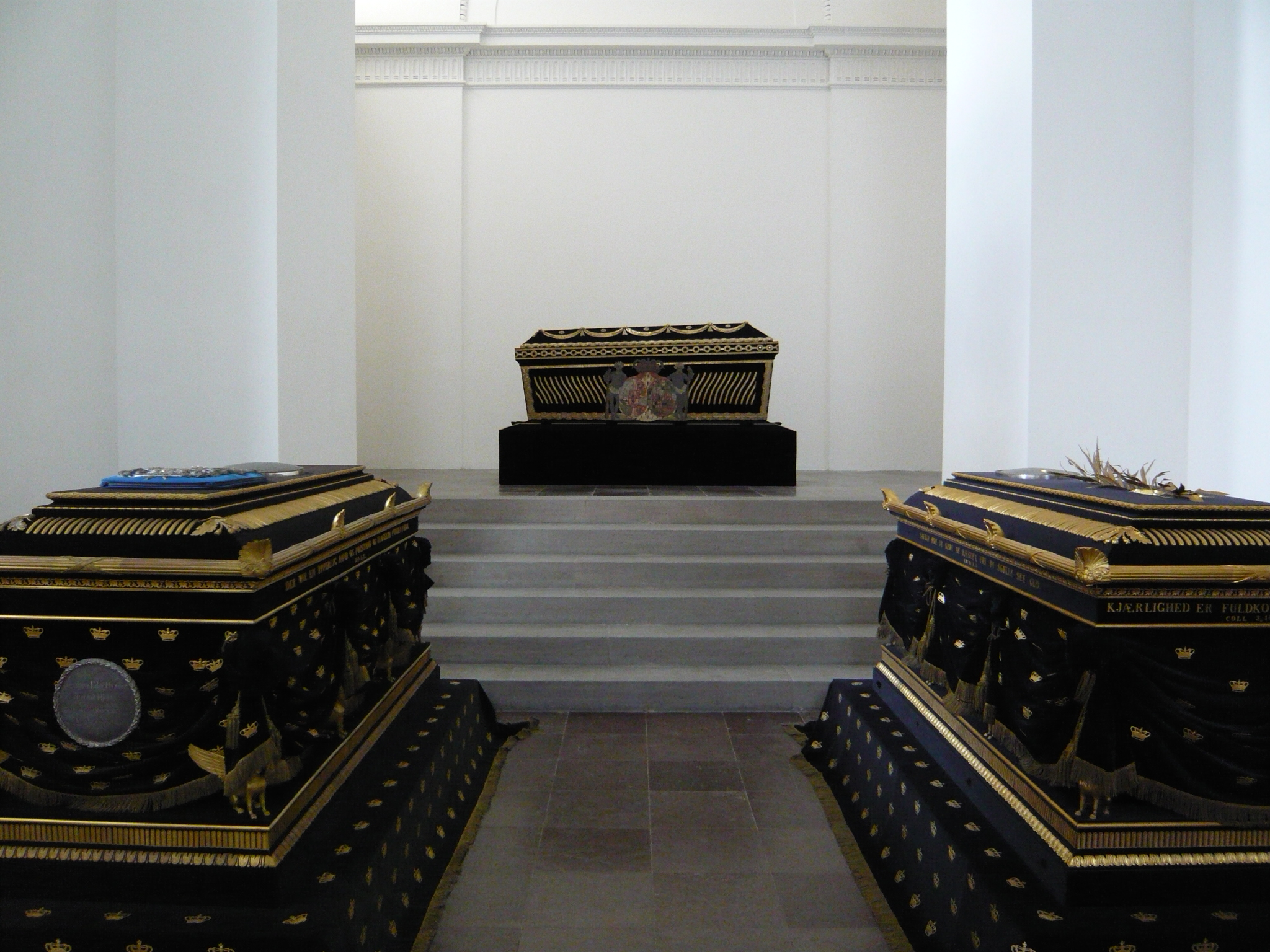
Die Sarkophage des Königs (links) und der Königin Caroline Amalie (rechts) im Dom zu Roskilde. Im Hintergrund der Sarkophag der Königin Sophie Magdalene.

## Zitat
„Arm und elend sind wir. Wenn wir jetzt auch noch dumm werden, können wir aufhören, ein Staat zu sein.“ – Als Entgegnung auf den Einspruch des Finanzministers gegen die Erhöhung des Bildungsetats.

## Mitgliedschaften
Als 1838 La Société Cuvierienne gegründet wird, war er eines der 140 Gründungsmitglieder der Gesellschaft.

## Nachkommen
Aus seiner ersten Ehe mit Charlotte Friederike von Mecklenburg-Schwerin hatte er zwei Söhne:
- Christian Friedrich (*/† 8. April 1807), Prinz von Dänemark, und
- Friedrich VII. Karl Christian (* 6. Oktober 1808; † 15. November 1863), König von Dänemark.

Zudem hatte er mit mehreren Geliebten etliche uneheliche Kinder. Angeblich hatte er aus einer um 1805 geschlossenen, später wieder aufgelösten morganatischen Ehe mit Gräfin Elisa von Ahlefeldt eine 1807 geborene Tochter; nach einer anderen, ebenfalls unbelegten Theorie seien sie sogar die Eltern des 1805 geborenen Dichters Hans Christian Andersen gewesen.

## Vorfahren
|  |                                                                  |  |  |  |  |  |  |  |  |  |  |  |  |
|  | König Christian VI. (1699–1746)                                  |  |  |  |  |  |  |  |  |  |  |  |  |
|  |                                                                  |  |  |  |  |  |  |  |  |  |  |  |  |
|  |                                                                  |  |  |  |  |  |  |  |  |  |  |  |  |
|  | König Friedrich V. (1723–1766)                                   |  |  |  |  |  |  |  |  |  |  |  |  |
|  |                                                                  |  |  |  |  |  |  |  |  |  |  |  |  |
|  |                                                                  |  |  |  |  |  |  |  |  |  |  |  |  |
|  | Sophie Magdalene von Brandenburg-Kulmbach (1700–1770)            |  |  |  |  |  |  |  |  |  |  |  |  |
|  |                                                                  |  |  |  |  |  |  |  |  |  |  |  |  |
|  |                                                                  |  |  |  |  |  |  |  |  |  |  |  |  |
|  | Erbprinz Friedrich v. Dänemark (1753–1805)                       |  |  |  |  |  |  |  |  |  |  |  |  |
|  |                                                                  |  |  |  |  |  |  |  |  |  |  |  |  |
|  |                                                                  |  |  |  |  |  |  |  |  |  |  |  |  |
|  | Ferdinand Albrecht II. von Braunschweig-Wolfenbüttel (1680–1735) |  |  |  |  |  |  |  |  |  |  |  |  |
|  |                                                                  |  |  |  |  |  |  |  |  |  |  |  |  |
|  |                                                                  |  |  |  |  |  |  |  |  |  |  |  |  |
|  | Juliane von Braunschweig-Wolfenbüttel (1729–1796)                |  |  |  |  |  |  |  |  |  |  |  |  |
|  |                                                                  |  |  |  |  |  |  |  |  |  |  |  |  |
|  |                                                                  |  |  |  |  |  |  |  |  |  |  |  |  |
|  | Antoinette Amalie von Braunschweig-Wolfenbüttel (1696–1762)      |  |  |  |  |  |  |  |  |  |  |  |  |
|  |                                                                  |  |  |  |  |  |  |  |  |  |  |  |  |
|  |                                                                  |  |  |  |  |  |  |  |  |  |  |  |  |
|  | Christian VIII. König von Dänemark                               |  |  |  |  |  |  |  |  |  |  |  |  |
|  |                                                                  |  |  |  |  |  |  |  |  |  |  |  |  |
|  |                                                                  |  |  |  |  |  |  |  |  |  |  |  |  |
|  | Christian Ludwig II. von Mecklenburg (1683–1756)                 |  |  |  |  |  |  |  |  |  |  |  |  |
|  |                                                                  |  |  |  |  |  |  |  |  |  |  |  |  |
|  |                                                                  |  |  |  |  |  |  |  |  |  |  |  |  |
|  | Ludwig zu Mecklenburg (1725–1778)                                |  |  |  |  |  |  |  |  |  |  |  |  |
|  |                                                                  |  |  |  |  |  |  |  |  |  |  |  |  |
|  |                                                                  |  |  |  |  |  |  |  |  |  |  |  |  |
|  | Gustave Karoline von Mecklenburg-Strelitz (1694–1748)            |  |  |  |  |  |  |  |  |  |  |  |  |
|  |                                                                  |  |  |  |  |  |  |  |  |  |  |  |  |
|  |                                                                  |  |  |  |  |  |  |  |  |  |  |  |  |
|  | Sophie Friederike von Mecklenburg (1758–1794)                    |  |  |  |  |  |  |  |  |  |  |  |  |
|  |                                                                  |  |  |  |  |  |  |  |  |  |  |  |  |
|  |                                                                  |  |  |  |  |  |  |  |  |  |  |  |  |
|  | Franz Josias von Sachsen-Coburg-Saalfeld (1697–1764)             |  |  |  |  |  |  |  |  |  |  |  |  |
|  |                                                                  |  |  |  |  |  |  |  |  |  |  |  |  |
|  |                                                                  |  |  |  |  |  |  |  |  |  |  |  |  |
|  | Charlotte Sophie von Sachsen-Coburg-Saalfeld (1731–1810)         |  |  |  |  |  |  |  |  |  |  |  |  |
|  |                                                                  |  |  |  |  |  |  |  |  |  |  |  |  |
|  |                                                                  |  |  |  |  |  |  |  |  |  |  |  |  |
|  | Anna Sophia von Schwarzburg-Rudolstadt (1700–1780)               |  |  |  |  |  |  |  |  |  |  |  |  |
|  |                                                                  |  |  |  |  |  |  |  |  |  |  |  |  |
|  |                                                                  |  |  |  |  |  |  |  |  |  |  |  |  |